# Félix de Pomés
 (septembre 2014).
Si vous disposez d'ouvrages ou d'articles de référence ou si vous connaissez des sites web de qualité traitant du thème abordé ici, merci de compléter l'article en donnant les références utiles à sa vérifiabilité et en les liant à la section « Notes et références ».
Félix de Pomés Soler, né le 5 février 1889 à Barcelone (Catalogne, Espagne) et mort le 17 juillet 1969 dans la même ville, est un footballeur, escrimeur, peintre, acteur et directeur de cinéma espagnol.

## Biographie

### Carrière sportive
Félix de Pomés est issu d'une famille aristocratique de Barcelone. Il est un véritable sportsman de l'époque. Comme footballeur, il jouait au poste de milieu de terrain droit. Il joue aussi au poste de gardien de but à ses débuts.
Son premier club est l'Universitary SC où il joue jusqu'en 1912 pendant qu'il poursuit ses études de médecine. En 1911, il joue brièvement avec le RCD Espanyol. En 1912, lorsque plusieurs joueurs du FC Barcelone tels que José Quirante, Carlos Comamala, Charles Wallace, Percival Wallace ou Paco Bru quittent le club pour fonder le Casual SC, Félix de Pomés décide de se joindre à eux.
L'existence du Casual SC est éphémère et Félix de Pomés rejoint le FC Barcelone en 1913. Avec Barcelone, il joue 22 matchs.
En 1914, par l'intermédiaire de son ami Santiago Massana, il retourne au RCD Espanyol où il reste jusqu'en 1916. L'Espanyol remporte le championnat de Catalogne en 1915 et parvient en finale de la Coupe d'Espagne.
À partir de 1916, il laisse de côté le football pour se consacrer à l'escrime, obtenant un titre de champion de Catalogne. Il pratique l'escrime au club Casino Militar de Barcelone. Il participe aux Jeux olympiques de Paris en 1924 et à ceux d'Amsterdam en 1928. Lors des Jeux de 1924, il participe aux épreuves individuelles et par équipes de fleuret et épée. Il parvient en 1/4 de finale d'épée par équipe. Lors des Jeux de 1928, il participe aux épreuves par équipe de fleuret et épée. Il obtient la cinquième place en épée.

### Carrière au cinéma
Sa carrière d'acteur se déroule entre 1928 et 1967. Il joue dans 74 films et en dirige deux.
Il est le père de l'actrice Isabel de Pomés.
- 1928 : La Grande Aventurière (Die große Abenteuerin) de Robert Wiene
- 1954 : Conquête héroïque (La principessa delle Canarie) de Paolo Moffa et Carlos Serrano de Osma
- 1954 : Murió hace quince años de Rafael Gil : policier
- 1959 : Salomon et la Reine de Saba (Solomon and Sheba) de King Vidor
- 1961 : Le Roi des rois (King of Kings) de Nicholas Ray
- 1966 : Les Centurions (Lost Command) de Mark Robson